# 桐林、田旺遗址
桐林、田旺遗址，位于山东省淄博市临淄区朱台镇桐林村与路山乡田旺村之间，是中华人民共和国山东省文物保护单位之一。
1977年12月23日，授予山东省文物保护单位，是一座古遗址。